# میرزا علی‌اصغر اتابک
میرزا علی‌اصغر خان اتابک (۱۶ بهمن ۱۲۳۶ – ۸ شهریور ۱۲۸۶) ملقب به امین‌السلطان، صدراعظم ایران در زمان ۳ پادشاه قاجار—ناصرالدین‌شاه، مظفرالدین‌شاه و محمدعلی‌شاه—و فرزند دوم آقامحمدابراهیم امین‌السلطان بود. وی از گرجی‌های ایران بود که به ترتیب به القاب صاحب‌جمع، امین‌السلطان، و اتابک اعظم ملقب شد و قریب به ربع قرن، سمت‌های وزیری، وزیراعظمی و صدراعظمی داشت.
او در ۸ شهریور ۱۲۸۶ هجری خورشیدی (۲۲ رجب ۱۳۲۵ ه‍.ق) در جریان جنبش مشروطه، به دست عباس‌آقا تبریزی کشته شد و در قم به خاک سپرده شد. جد او قائم الملک اتابک اعظم بود.

## زندگی

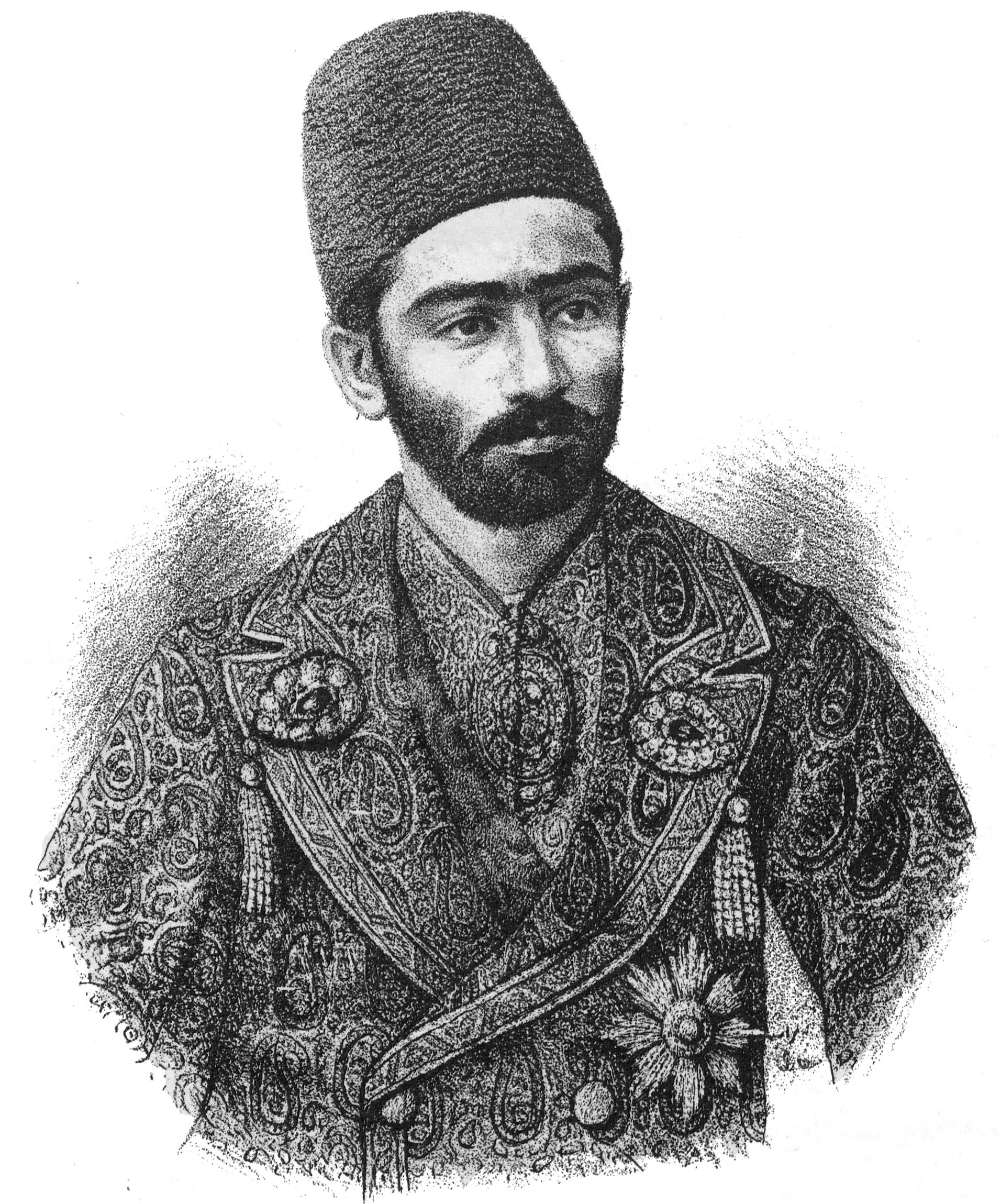
علی اصغرخان امین السلطان حدوداً در ۲۷ سالگی (اثر ابوتراب غفاری)

علی اصغر خان در زمان حیات پدر، ملقب به صاحب‌جمع (متصدی شترخانه و قاطر خانه) بود و پس از آن که «میرزا علی‌خان امین الممالک» رئیس «دارالشورای کبری» در سال ۱۲۹۹ ه‍.ق ملقب به امین‌الدوله شد، میرزا علی‌اصغرخان لقب قبلی او را گرفته و ملقب به «امین‌الملک» گردید و مدت ۱۴ ماه ملقب به این لقب بود؛ که میرزا ابراهیم، پدرش در سال ۱۳۰۰ ه‍.ق به هنگام مسافرت ناصرالدین شاه به مشهد، درگذشت و ناصرالدین شاه پس از درگذشت او تمام مشاغل پدر، از قبیل بیوتات سلطنتی، انبار غله‌ی مرکزی، ضراب‌خانه، گمرکات و خزانه، به انضمام وزارت دربار و لقب امین‌السلطانی را به پسرش؛ میرزا علی‌اصغرخان، که در آن هنگام جوانی ۲۶ ساله بود، منتقل نمود.
او در کودکی و نوجوانی زیر دست پدر خود، تحصیلات نه چندان عمیقی آموخت، اما با توجه به هوش و زیرکی و حافظهٔ خاصی که داشت، هر چه را می‌دید و می‌شنید، فرا می‌گرفت و محفوظات خود را بسیار به موقع، به کار می‌بست. وی پس از مرگ مستوفی‌الممالک خود را به شاه بسیار نزدیک کرد و مورد توجه شاه قرار گرفت و در اواخر صدارت «مستوفی‌الممالک»، محور قدرت و گردانندهٔ چرخ مملکت بود و رجال دولت، برای رسیدن به جاه و مقام، به او متوسل می‌شدند.

## صدارت امین‌السلطان
میرزا یوسف مستوفی‌الممالک در سال ۱۳۰۳ ه‍.ق درگذشت، پس از وی امین‌السلطان با همان مقام وزارت دربار، تا ۲ سال، بر کلیه امور وزارتخانه‌ها نظارت داشت، تا اینکه در سال ۱۳۰۵ ه‍.ق ناصرالدین شاه رسماً امور کشور را به او سپرد.
ناصرالدین شاه در این زمان ۳ نفر را برای امر صدارت در نظر داشت، «قوام‌الدوله» میرزا عباس‌خان تفرشی، «عضدالملک» (علی‌رضاخان عضدالملک) و امین‌السلطان، شاه دست به استخاره زد، تا یکی از آن‌ها را برای صدارت انتخاب کند، ولی استخارهٔ امین‌السلطان بد آمد و ۲ نفر دیگر خوب، تصمیم شاه در نهایت امر این بود، که امین‌السلطان را به صدارت برگزیند.
در دوره‌ای که او به صدارت انتخاب شد، رقابت روسیه و انگلستان در ایران به شدت رو به افزایش بود. سفرای هر دو کشور تلاش می‌کردند تا نظر شاه و امین‌السلطان را به سمت خود جلب کنند و سرانجام هم انگلیسی‌ها موفق به جلب نظر امین‌السلطان به سمت خود شدند.
با تمایل شاه و وزیر اعظمش به سَمت انگلستان، ناصرالدین شاه برای بار سوم در دوازدهم شعبان ۱۳۰۶ ه‍.ق عازم اروپا شد. دولت انگلستان که به علت مشکلات داخلی نتوانسته بود در سفر قبلی به خوبی از شاه ایران پذیرایی کند در این سفر جبران مافات کرد و ناصرالدین شاه را مورد توجه قرار داد. شاه از کشورهای روسیه، لهستان، آلمان، هلند، بلژیک و انگلستان دیدن کرد. در آخر سفر هم «میرزا ملکم خان» توانست با تقدیم هدایایی به شاه و همراهان امتیاز بخت آزمایی را از ایران گرفته و آن را به مبلغ چهل هزار لیره انگلیسی به یک مؤسسه انگلیسی در ایران بفروشد. اعطای این امتیاز مورد مخالفت برخی از رجال ایران و علمای مذهبی قرار گرفت و شاه هم پس از ورود به ایران این امتیاز را لغو کرد.
اعطای این امتیاز و لغو آن موجب شد تا بین امین‌السلطان و میرزا ملکم خان اختلاف بروز نماید و صدراعظم موجبات عزل ملکم خان را از وزیر مختاری ایران در انگلستان فراهم ساخت و به جای وی «میرزا محمد علی خان علاء السلطنه» را به وزیر مختاری به لندن فرستاد؛ و این امر باعث شد که میرزا ملکم خان مخالف شاه و صدراعظم شود و روزنامه «قانون» را منتشر کرد.
سفر شاه و صدراعظم به اروپا سر آغاز اعطای امتیازات گسترده به خارجیان گردید. یکی از این امتیازات، اعطای امتیاز انحصار دخانیات به یک شرکت انگلیسی به نام «تالبوت» بود که در پانزده فصل قراردادی بین دولت ایران و شرکت صاحب امتیاز به امضاء رسید که به موجب آن انحصار خرید و فروش تنباکوی ایران به مدت پنجاه سال به تالبوت واگذار شد و مقرر شد که شرکت انگلیسی هر سال پانزده هزار لیره انگلیسی به دولت ایران بپردازد.
شرکت در آغاز فعالیت با مخالفت علمای مذهبی، دولت روسیه و مردم روبه‌رو شد و علمای مذهبی از جمله «آیت الله میرزای شیرازی» با مخالفت با این امتیاز موجب لغو آن شدند و دولت ایران پانصد هزار لیره غرامت به شرکت انگلیس پرداخت کرد.
همچنین امتیاز تأسیس «بانک شاهنشاهی» در سال ۱۳۰۷ ه‍.ق به «رویتر» برای مدت شصت سال واگذار شد؛ و همچنین اجازه استخراج نفت به رویتر واگذار گردید. بعد از لغو امتیاز تالبوت، امین‌السلطان تغییر رویه داده و به روس‌ها نزدیک شده بود و این امر باعث شد که روس‌ها نیز دارای امتیازاتی شوند. در سال ۱۳۱۰ ه‍.ق قراردادی در شش فصل پیرامون دو قریه «فیروزه» و «حصار» بین دو کشور منعقد شد و سرزمین‌های از دست رفته شمال خراسان از طرف ایران به رسمیت شناخته شد و تشکیل «بانک استقراضی» روس در این زمان روی داد. این سیاست و نزدیکی به روس‌ها ادامه داشت تا اینکه در سال ۱۳۱۳ ه‍.ق ناصرالدین شاه به قتل رسید.

## دوران مظفرالدین‌شاه

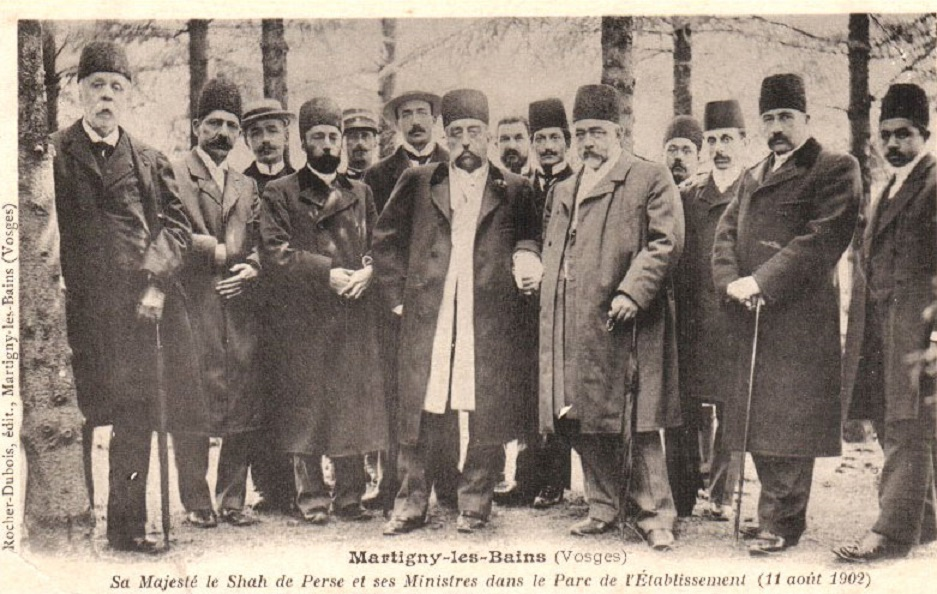
توضیحات: مظفرالدین شاه (وسط با جلیقه سفید)میرزا علی اصغر اتابک درکنار مظفرالدین شاه (سمت راست تصویر)

بعد از ترور ناصرالدین شاه، امین‌السلطان با زیرکی خاصی جنازهٔ وی را به تهران منتقل نمود و مقدمات جلوس و به سلطنت رسیدن «مظفرالدین شاه» را فراهم کرد مظفرالدین شاه قبل از عزیمت به تهران طی تلگرافی از تبریز امین‌السلطان را به حفظ مقام خود در دستگاه حکومت امیدوار کرد و به وی دستور داد تا ورود او به تهران، پای از «کاخ گلستان» بیرون نگذارد.
صدارت او در زمان مظفرالدین شاه زیاد به طول نکشید و شاه در جمادی‌الاول سال ۱۳۱۴ ه‍.ق وی را از صدارت برکنار و علی امین‌الدوله را به صدارت انتخاب نمود. امین‌السلطان بعد از برکناری به حالت تبعید به قم رفت بستگان و منسوبان وی نیز از کار برکنار گردیدند و ده قزاق و یک افسر روسی نیز به حفاظت از وی در قم پرداختند اما شاه دوباره بعد از یکسال و نیم او را دوباره به صدارت خود برگزید. امین‌السلطان، در وهلهٔ اول به بهانهٔ‌های مختلف مخالفان خود را از تهران دور کرد و در مرحلهٔ دوم چون خزانه خالی و احتیاج به پول بود، از دولت انگلستان تقاضای وام کرد و چون زیر بار امتیاز گمرکات جنوب به این دولت نرفت، با در خواست او موافقت نشد و او هم در مقابل، وزیر مختار انگلیس در ایران را عوض کرد.
امین‌السلطان چون نتوانست از انگلیس‌ها وام دریافت کند، متوجه کشورهای آلمان، فرانسه و بلژیک شد، ولی سرانجام از دولت روسیه وامی به مبلغ ۲۲ میلیون منات طلا، با گرو گذاشتن «گمرکات شمال» دریافت نمود. در این زمان امتیاز دارسی، که برای بهره‌برداری از نفت جنوب بود، به مدت ۶۰ سال، به ویلیام ناکس دارسی اعطا گردید و در مقابل دارسی متعهد شد، معادل ۲۰ هزار لیره وجه نقد، هر سال و معادل همین مبلغ، سهام شرکت و ۱۶ درصد از منافع خالص سالیانه را، به دولت ایران بپردازد.
اعطای این امتیاز، مخالفت روس‌ها را دربرداشت و منجر به گرفتن امتیاز گمرکات شمال و امتیاز خط‌آهن جلفا و قزوین به روسیه شد. بعد از مدتی به خاطر مخالفت دو کشور روس و انگلیس و بدبینی شاه نسبت به وی، بار دیگر امین‌السلطان، در سال ۱۳۲۱ ه‍.ق از صدارت عزل شد.
پس از این‌که امین السلطان در دوره مظفری مدتی از صدارت برکنار شد، به سفر دور دنیا به خصوص در اروپا پرداخت.

## واگذاری امتیازات
او در دوره صدارت خود امتیازات بسیاری به بیگانگان داد. از جمله امتیاز شهری، لاتاری، کشتیرانی در رود کارون، بانک شاهی و استخراج معادن را به دولت انگلیس اعطا کرد. وی با گرفتن قرض از روسیه برای سفرهای ناصرالدین شاه به فرنگ موجب شد روس‌ها نیز از ایران بی‌بهره نماندند و امتیازاتی چون ساخت راه انزلی به قزوین، استخراج معادن قراچه داغ آذربایجان و… به روس‌ها تعلق گیرد.
امین‌السلطان برای تأمین این بودجه دست به دامان کشورهای اروپایی شد و در عوض دریافت قرض و وام و کمک‌های نقدی امتیازات فراوانی از قبیل امتیاز ساختن راه انزلی به قزوین، استخراج معادن قراچه داغ آذربایجان، احداث خط جلفا به تبریز، تأسیس بانک استقراضی توسط روس‌ها، امتیازات بانک شاهنشاهی، بهره‌برداری از کلیه معادن ایران، امتیاز انحصاری خرید و فروش تنباکو، کشتیرانی در حوضه سفلای رود کارون و احداث شبکه ارتباطی تلگراف بین تهران و سر حد بلوچستان و غیره را به کشورهای انگلیس و روسیه واگذار کرد. همچنین امتیازاتی از قبیل حفاری آثار باستانی نیز، به فرانسوی‌ها واگذار شد. هر چند که اعتراضات مردمی و مخالفت تعدادی از علما موجب لغو برخی از امتیازات گردید ولی باقی امتیازات کماکان (اکثراً تا پایان مدت قرارداد) برقرار ماندند.

## بازگشت اتابک به ایران
محمدعلی شاه پس از به تخت نشستن، با کارشکنی‌های بزرگی مواجه بود. غیر از خالی بودن خزانه، آشوب و ناامنی سراسر کشور را فرا گرفته بود و از هر طرف نغمه‌ای ساز می‌شد، علی‌الخصوص که مجلس جدید نیز مشکلی بر مشکلات می‌افزود و هر روز سخنی تازه پیش می‌آورد. به اعتقاد محمدعلی شاه تنها مرد باتجربه و زرنگی که می‌توانست بر مشکلات فائق آمده و کشور را آرامش بخشد همان صدراعظم پدربزرگ و پدرش بود. از این رو اتابک را که در اروپا اقامت داشت با تکریم و عزت برای احراز پست نخست‌وزیری به تهران دعوت نمود.
اتابک که بر اثر ۴ سال اقامت در اروپا و دوری از کشور و صحنه سیاست، میل به دیدار وی داشت، آمادگی خود را برای قبول هر نوع مسئولیتی اعلام کرد و عازم ایران گردید. کشورهای اروپایی که اتابک از خاک آن‌ها عبور می‌نمود، منتهای احترام را به او می‌گذاشتند، وقتی وارد روسیه شد، تشریفاتی برای او به عمل آوردند، که معمولاً برای استقبال از شاهان ترتیب می‌دادند. دولت روسیه با یک فروند کشتی زره‌پوش و گارد تشریفاتی کامل، از او استقبال به عمل آورد و در مسیرش انواع احترامات ادا شد. اتابک روز ۳۰ فروردین ۱۲۸۶، یک سال پس از استقرار مشروطیت در ایران، با تشریفات کامل و شکوه فراوان وارد بندر انزلی شد. مجاهدین گیلان و مشروطه‌خواهان انزلی از پیاده شدن او به خاک ایران، جلوگیری کردند و با نمایندگان مجلس در تهران، تلگرافی تماس گرفت و کسب تکلیف کرد. اما مجلس با ورود وی موافقت کرد. اتابک پس از ورود به تهران و ملاقات و مذاکره با محمدعلی شاه، فرمان نخست‌وزیری خود را دریافت کرد و وزیرانی از ۲ دسته روسوفیل و انگلوفیل ظاهراً برای حفظ توازن سیاسی، دعوت به کار نمود و روز ۱۳ اردیبهشت به مجلس رفت. ضمن نطق مشروحی، برنامه و هدف دولت و مهار کردن ناامنی‌ها را بیان کرد و وعده داد که وضع دشوار نان تهران، قریباً حل خواهد شد و حکّامی که موجبات نارضایتی مردم را فراهم کرده‌اند برکنار می‌شوند؛ ولی از دو عاملی که برای اداره حکومت لازم است، یعنی پول و نیروی نظامی، خبری نبود.

## کابینه امین‌السلطان
اتابک در همان جلسه، کابینه خود را معرفی کرد؛ اتابک رئیس‌الوزرا و وزیر داخله، کامران میرزا نایب السلطنه وزیر جنگ، محمدعلی علاءالسلطنه وزیر خارجه، ابوالقاسم ناصرالملک وزیر مالیه، مخبرالسلطنه وزیر علوم و معارف، میرزا محمدخان وزیر همایون وزیر تجارت، نظام‌الدین مهندس‌الممالک غفاری وزیر فوائد عامه. مسئولیت وزارت داخله را موقتاً خود برعهده گرفت. سپس وعده داد بزودی وزیر عالیه تعیین و معرفی خواهد شد. چند روز بعد میرزاحسن خان محتشم‌السلطنه را به سمت معاون نخست‌وزیر و کفیل وزارت داخله معرفی کرد. او در همان جلسه توانست اکثریت مجلس را به طرفداری از خود متمایل کند، مخصوصاً توجه صنیع‌الدوله رئیس مجلس به او دوستی و ودادی که از قدیم بین او و سید عبدالله بهبهانی وجود داشت، موجب شد مجلس با او سازش و آشتی پیشه کند. در همان جلسه سید حسن تقی‌زاده علیه او سخنانی ایراد کرد، که با اعتراض سایر نمایندگان روبرو شد. تقی‌زاده سخنان خود را قطع کرد و اینطوری به نظر می‌رسد که از همان روز فعالیت خود را علیه اتابک به انجمن‌های خودرو و خودسر و پنهانی انتقال داد. اولین مشکل کابینه، شورش فارس بود. مشروطه‌خواهان خواستاری برکناری قوام‌الملک شیرازی بودند. اتابک با این خواسته موافقت کرد و او را برکنار کرد. در همان زمان، قوای عثمانی به مرزهای ایران تجاوز کرد و اسماعیل سیمیتقو و دارودسته‌اش وارد خاک ایران شدند و دست به غارت و چپاول مال مردم و تخریب زدند. از طرفی، ابوالفتح میرزا سالارالدوله در غرب ایران با سپاه عظیمی راه افتاد، مدعی تاج و تخت شد و تا نهاوند پیش رفت. اتابک سپاهی برای سرکوب وی فرستاد. جنگ سختی بین دو سپاه درگرفت و سرانجام سالارالدوله شکست خورد. اتابک با جدیت و تلاش زیادی در صدد رفع مشکلات و نارسایی‌های مملکت بود، اما وضع طوری بود که هر جا را سامان می‌داد، چند جای دیگر نابسامان می‌شدند. روز ۴ تیرماه اتابک با وزراء به مجلس رفتند و در مقام دلجویی از وکلا برآمدند، ولی تقی‌زاده عدم حضور کامران میرزا، وزیر جنگ را بهانه قرار داد و به دولت و وزیران حمله نمود. به نظر او چون وزیران در مقابل مجلس مسئولند و وزیر جنگ در مجلس حاضر نشده است، پس اینطور استنباط می‌شود، که او میل به همکاری ندارد. تقی‌زاده از نمایندگان تقاضا کرد در مورد ابقا یا اخراج کامران میرزا رأی بدهند. نمایندگان به اتفاق آرا رأی به برکناری کامران میرزا دادند؛ و بدین ترتیب محمدعلی شاه ضربه دیگری خورد و مجلس عمو و پدر زن او را از کار منفصل نمودند.
در همین ایام، قریب ۵۰۰ نفر از روحانیون و طلاب علوم دینی به زعامت شیخ فضل‌الله نوری و سیداحمد طباطبایی، علیه مشروطیت قیام کردند و در عبدالعظیم متحصن شدند و تلگراف‌هایی به علمای نجف، در رد مشروطیت، مخابره نمودند. شیخ فضل‌الله نوری توسط سیداحمد طباطبایی به شهرها نیز تلگراف نمود و مشروطیت را خلاف شرع دانست. ملا قربانعلی، مجتهد متنفذ و مستبد زنجان و خمسه، سر از اطاعت دولت مشروطه خارج نمود و به طرفداران خود دستور نمود، به عمارت حکومتی حمله کنند. قریب ۶۰۰ نفر از طرفداران مسلح او به دارالحکومه یورش بردند. تیراندازی بین قوای دولتی و حمله کنندگان آغاز شد. در این زد و خورد میرزا باقرخان سعدالسلطنه، حاکم زنجان که پسر دایی اتابک بود، به ضرب دشنه از پای درآمد و به قتل رسید.
اتابک سرگرم سر و صورت دادن به کارها بود، ولی هر روز با مشکل تازه‌ای مواجه می‌شد. در حکومت وی، ۲ عمل عمده وجود داشت، که هر روز بر تعداد و تأثیر آن‌ها افزوده می‌شد: یکی جرائد و دیگری انجمن‌ها. روزنامه‌های جدید تأسیس، مانند: آینه غیب نما، به مدیریت عبدالرحیم کاشانی، روح القدس، به مدیریت سلطان‌العلمای خراسانی، مساوات، به مدیریت سید محمدرضا شیرازی و حبل‌المتین، به مدیریت حسن کاشانی و چندین روزنامه دیگر، لبه تیز حملات خود را متوجه اتابک نموده و از هیچ اقدامی علیه او فروگذاری نمی‌کردند. با اینکه اتابک مردی سیاس، بذال، مردم‌دار، خوش‌سخن و اهل معامله بود، مع‌الوصف نتوانست روزنامه‌های سرکش را مهار کند. انجمن‌ها نیز به اقتضای محیط و فضای آزادی‌خواهی و مشروطیت، در تهران و شهرستان‌ها هر روز بر شمار آن‌ها افزوده می‌شد. انجمن آذربایجانی‌ها در تهران و انجمن دروازه قزوین، ۲ انجمنی بودند، که مخالفان اتابک در آنجا جمع شده بودند و تقی‌زاده که در آن زمان انقلابی پرشور و تندرو به‌شمار می‌رفت، هر ۲ انجمن را سرپرستی می‌کرد. در این انجمن‌ها، تدریجاً سخن از مهدورالدم بودن اتابک پیش آمد و چنین شایع شد، که موافقت او با مشروطه و مشروطه‌خواهان، صوری و ظاهری است و قصد و نیت او، براندازی حکومت قانون و مجلس است. این شایعه را مردم باور کردند و او را سیاسی حیله‌گر و حکومت برانداز، تصور کردند. در مجلس عده زیادی از نمایندگان متنفذ و روحانی و معتدل، از اتابک جانبداری می‌کردند. خصوصاً سیدعبدالله بهبهانی، که در گذشته مورد عنایت او بود و سهم بزرگی از دعاوی مردم از طرف اتابک به او ارجاع می‌شد، در حمایت از حکومت او از هیچ کوششی فروگذاری نمی‌کرد، ولی مخالفان اتابک، خاصه تندروها در انجمن‌ها، نقشه قتل او را کشیده بودند.

## قتل اتابک

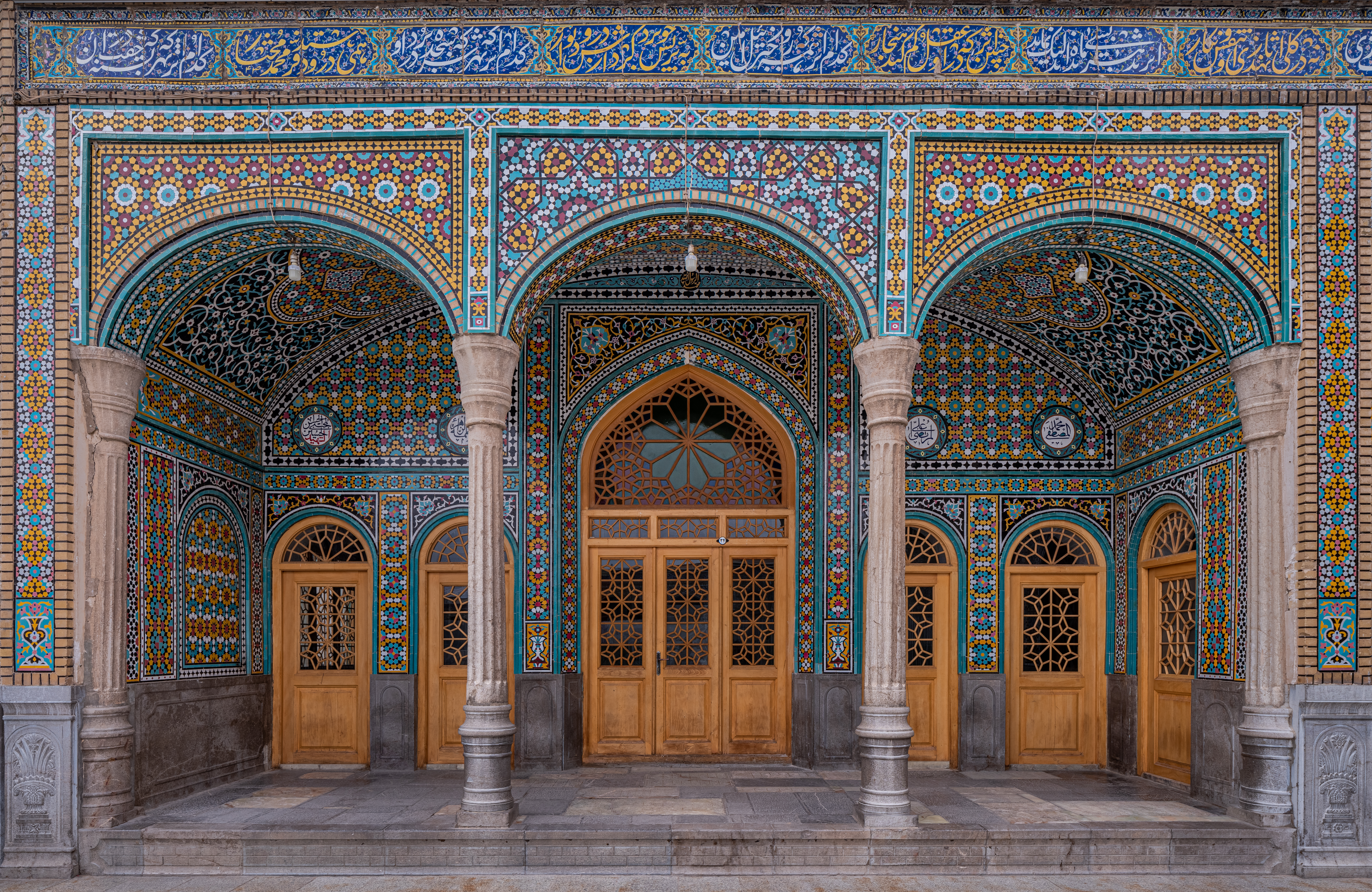
نگاره‌ای از اتاق‌هایی در صحن اتابکی واقع در حرم فاطمه معصومه. صحن اتابکی در دورهٔ قاجار و با همت و خرج میرزا علی‌اصغر اتابک ساخته شد.

در تاریخ ۲۹ مرداد ۱۲۸۶، اتابک اعظم نامه تهدید آمیزی دریافت کرد که بایستی در طی ده روز آینده استعفا داده و از کشور خارج شود. اتابک نامه استعفا را به شاه تقدیم کرد ولی استعفایش پذیرفته نشد. روز شنبه ۸ شهریور ۱۲۸۶ جلسه علنی مجلس به ریاست صنیع‌الدوله هنگام بعدازظهر تشکیل شد. اتابک و اعضای کابینه نیز در جلسه حضور یافتند. اتابک نخست میرزا محمود علاالملک را به سمت وزیر عدلیه و میرزا حسن خان مستوفی الممالک را به سمت وزیر جنگ معرفی نمود. آن گاه گزارش مفصلی از اوضاع و احوال کشور به اطلاع مجلس رسانید و پیام محمدعلی شاه را در باب اتمام قانون اساسی به نمایندگان ابلاغ کرد و افزود با کمک نمایندگان بزودی مشکلات برطرف خواهد شد و نظم و ترتیب در مملکت حکمفرما خواهد گردید. پس از نطق اتابک چند نفر از نمایندگان سخنان تملق آمیزی ایراد کردند. به خصوص عبدالله بهبهانی که تمجید فراوانی نمود. پس از ختم جلسه، اتابک و بهبهانی مدتی در یکی از اتاق‌های مجلس به مذاکره نشستند و بقیه نمایندگان به کارهای خود مشغول شدند. ۲ ساعت از شب گذشته بود، که بهبهانی و اتابک از مجلس و صحن بهارستان خارج شدند و در حالی که گرم صحبت بودند، در مقابل مجلس ۳ گلوله به سوی اتابک شلیک شد. اتابک فرو غلتید و در دم جان سپرد. وی در نهایت در ایام نخست‌وزیری در دوره محمد علی شاه در صحن بهارستان با ضرب گلوله عباس صراف تبریزی به قتل رسید. قاتل که پس از سوء قصد فرار کرده بود، اندکی پایین‌تر از میدان بهارستان، در محله سرچشمه دستگیر شد، ولی در حین دستگیری با تپانچه خودکشی کرد. 
دربارهٔ قتل اتابک و اینکه این قتل را چه افراد و دسته‌ای ترتیب داده‌اند، آرای متفاوتی ابراز داشته‌اند. برخی نقشه قتل او را به محمدعلی شاه نسبت می‌دهند یا دست کم او را به‌طور محرمانه، حامی اجرای این نقشه می‌دانند. برخی قتل او را به سفارت انگلیس نسبت داده‌اند، زیرا او به روس‌ها تمایل داشت. قاتل اتابک؛ عباس آقا تبریزی، عضو انجمن آذربایجانی‌ها بود و این امر مسلم است، که تقی‌زاده در این انجمن، نقش و تأثیر بسیار زیادی داشت، اما در موضوع قتل اتابک، او هیچگاه سخنی به میان نیاورد. در روز قتل اتابک، وزیرمختار انگلیس، قرارداد بین روسیه و انگلیس، مبنی بر تقسیم ایران به دو منطقه تحت نفوذ را، تسلیم وزارت خارجه کرده بود. جنازه اتابکی در فضایی دور از وحشت، تشییع شد. جنازه را به قم انتقال دادند و آن را در آرامگاه اختصاصی‌اش در صحن حرم حضرت معصومه جنب ایوان آیینه خانه دفن کردند. هنوز چندی از مرگ اتابک نگذشته بود، که انجمن‌ها به در و دیوار اعلامیه‌ای چسباندند و مردم را دعوت نمودند، تا در مراسم هفت عباس آقا تبریزی شرکت کنند. روز ۱۵ شهریور شمار زیادی در تهران، در این دعوت عام، شرکت کرده‌اند. ابتدا بها الواعظین، سپس ملک‌المتکلمین بر منبر نشستند و هر کدام سخنان تندی ایراد کردند. سخنان ملک‌المتکلمین چنان تند بود، که بیم آن می‌رفت، که مردم به کاخ حمله و شاه را بکشند. در همان روز، به عباس‌آقا، لقب منجی ایران دادند.
یکی از تأثیرات مرگ اتابک، اتمام بست‌نشینی شیخ فضل‌الله نوری و جمعی از پیروانش در حرم عبدالعظیم شهرری بود. کسروی بر این باور است که خروج ایشان به علت قطع کمک‌های مالی بود که از طرف اتابک اعظم برای بست‌نشینان فرستاده می‌شد. چندی بعد درباریانی که تا پیش از آن با مشروطه مخالفت می‌ورزیدند نیز با نگارش نامه به محمدعلی‌شاه اعلام کردند که مشروطه‌خواه شده‌اند. شاه نیز چاره‌ای جز حمایت از ایشان ندید. این درباریان انجمنی به نام «انجمن خدمت» ایجاد کرده و در ۵ مهر ۱۲۸۶ در مجلس حاضر شدند و با آن هم‌پیمان گردیدند. گفته می‌شود ترس از ترور یکی از عواملی بود که ایشان را به گرایش به مشروطه تشویق کرد. 

## نوادگان
اتابک با دختر عمویش که خانم اعظم لقب داشت و دختر حاج سقاباشی بود، ازدواج کرد و صاحب نُه فرزند، چهار پسر و پنج دختر شد. دختران او عبارت بودند از قدس‌اعظم همسر محمد باقر شجاع السلطنه، فخراعظم همسر اسکندرخان خازن‌حضور، نوش آفرین‌خانم اعظم‌السلطنه همسر دوستعلی معیری که بعدها از او جدا شد، محترم خانم و افتخار اعظم همسر صارم‌الدوله. در دوره رضاشاه، فرزندان و نوادگان میرزا علی‌اصغرخان اتابک، نام خانوادگی اتابکی را برای خود برگزیدند. یکی از فرزندانش به نام احمد اتابکی وارد سیاست شد و چند دوره وزیر و چند دوره نماینده مجلس گردید. فرزند دیگرش به نام محسن اتابکی، به مقام وزیرمختاری و سفارت رسید. اما هیچ‌کدام هوش و فطانت و سیاست پدر را نداشتند. امروزه نام خانوادگی رایج نوادگان میرزا علی‌اصغر خان اتابک، اغلب گرجی و صدری و اتابکی است.

## املاک امین‌السلطان
اتابک در زمان حیات خود در قسمتی از اراضی یوسف آباد تهران، که از طرف دولت به او واگذار شده بود، باغی با عمارتی مجلل برپا ساخت، که به پارک اتابک معرف شد و اکنون محل سفارت روسیه است. باغی نیز در قیطریه، شمیران احداث نمود و به افتخار اعظم دختر خود، که همسر صارم‌الدوله بود، واگذار کرد، که امروز به پارک قیطریه معروف است و گردشگاه عمومی می‌باشد.

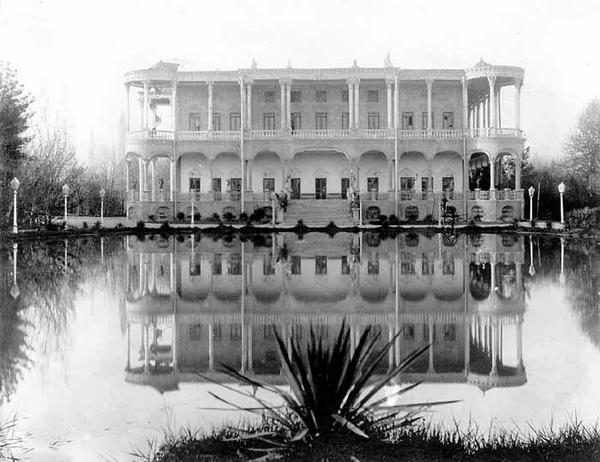
پارک اتابک که امروز سفارتخانهٔ روسیه است

خانه امین‌السلطان منزل پدری میرزا علی‌اصغر خان اتابک است، که از جمله آثار تاریخی ایران و محل تصویربرداری مجموعهٔ تلویزیونی دایی جان ناپلئون بوده است. پس از خروج از فهرست آثار ملی، ۲٫۲ سهم از ۳۰ سهم این خانه، در اردیبهشت ۱۳۹۲ به مزایدهٔ عمومی گذاشته شد.